# Polpa (carta)

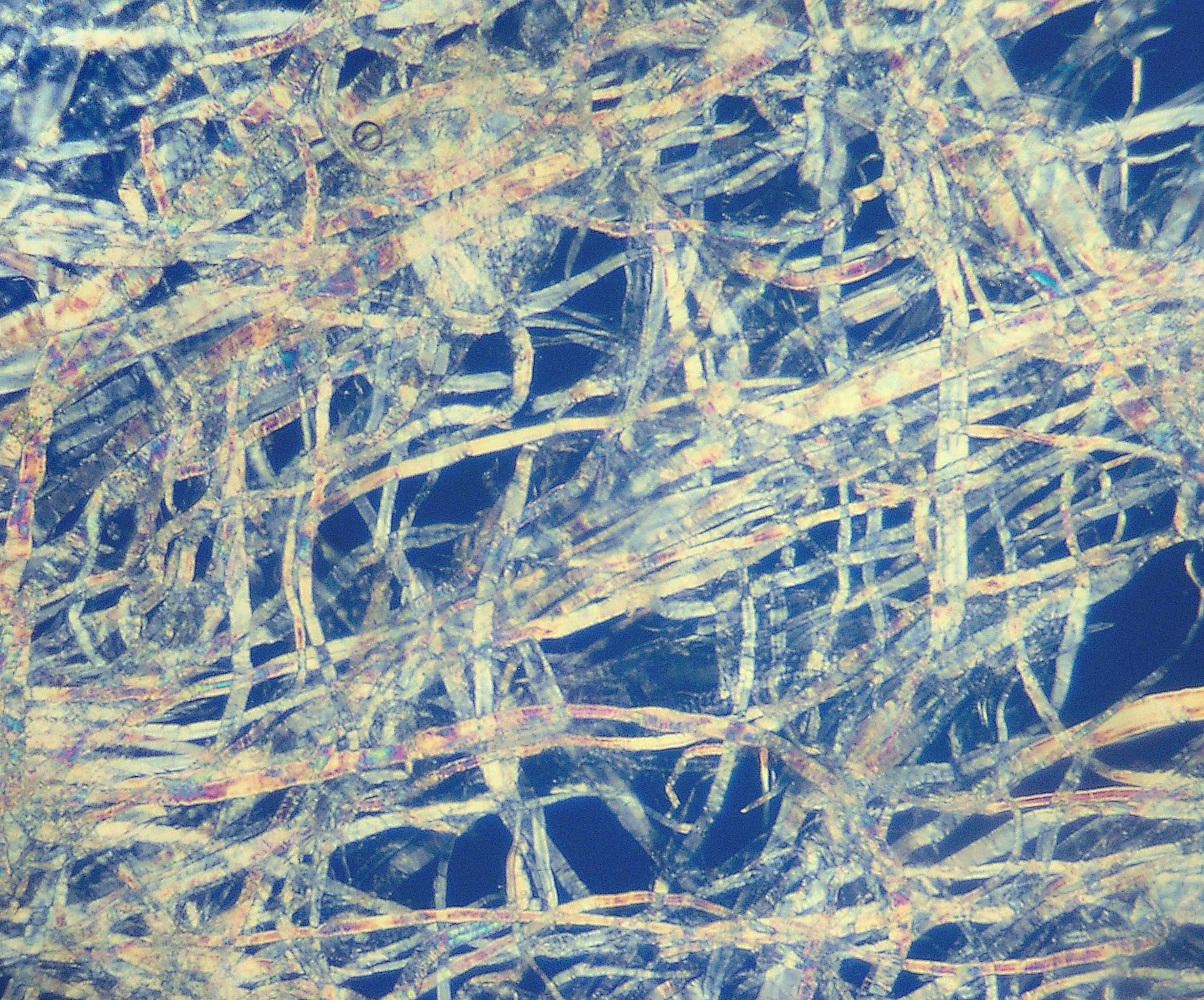
Struttura delle fibre di polpa

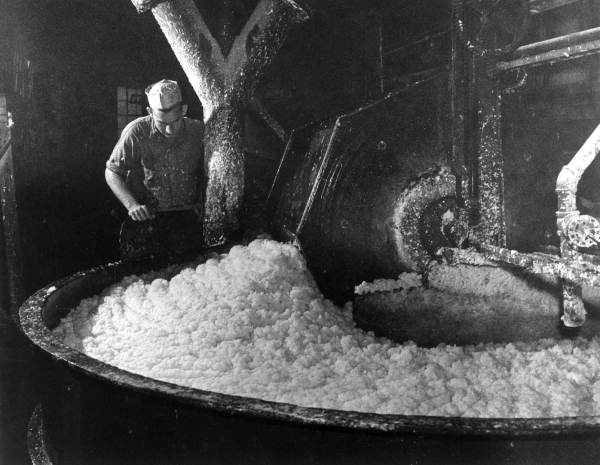
Pasta in una cartiera vicino a Pensacola, 1947

La polpa è un materiale fibroso lignocellulosico preparato separando, chimicamente o meccanicamente, le fibre di cellulosa dal legno, dai raccolti di fibre, dalla carta straccia o dagli stracci di tessuto. Miscelata con acqua e altri additivi, chimici o vegetali, è la principale materia prima utilizzata nella fabbricazione della carta e nella produzione industriale di altri prodotti a base di carta.

## Storia
Prima dell'invenzione, diffusamente riconosciuta, della fabbricazione della carta da parte di Cai Lun in Cina intorno all'anno 105, i materiali per scrivere simili alla carta, come papiro e amatl, venivano prodotti dalle civiltà dell'antico Egitto e della mesoamerica utilizzando materiali vegetali che erano in gran parte poco lavorati. Strisce di corteccia o di rafia venivano intrecciate insieme, battute in fogli ruvidi, essiccate e lucidate a mano. La polpa utilizzata nella fabbricazione della carta moderna si distingue per il processo di macerazione che produce un impasto più fine e omogeneo di fibre di cellulosa che vengono estratte dalla soluzione con un setaccio ed essiccate per formare fogli o rotoli. La prima carta prodotta in Cina consisteva in fibre della pianta di gelso ("kozo") insieme a stracci di canapa e altri scarti.  Nel VI secolo, il gelso fu coltivato dagli agricoltori cinesi allo scopo di produrre polpa da utilizzare nel processo di fabbricazione della carta. Oltre al gelso, la polpa era prodotta anche dalla canna di bambù, dalla corteccia dell'ibisco, dal legno di sandalo blu, dalla paglia e dal cotone. La fabbricazione della carta utilizzando pasta di canapa e fibre di lino da indumenti dismessi, reti da pesca e borse di stoffa, si diffuse in Europa nel XIII secolo, con un uso sempre crescente di stracci che erano essenziali per l'ampia disponibilità e il costo irrisorio della carta straccia, che furono un fattore di sviluppo della stampa. Nel XIX secolo le esigenze di produzione della carta e della stampa di nuova industrializzazione portarono a uno spostamento dell'approvvigionamento delle materie prime in altre direzioni, in particolare verso l'uso di pasta di legno e altri prodotti degli alberi che oggi costituiscono oltre il 95% della produzione mondiale di pasta di cellulosa.
L'uso della pasta di legno e l'invenzione di macchine per la produzione della carta, alla fine del XVIII e all'inizio del XIX secolo, contribuirono a far divenire la carta una merce poco costosa nei tempi moderni. Mentre alcuni dei primi esempi di carta prodotta con pasta di legno sono i supporti su cui sono state stampate le opere pubblicate da Jacob Christian Schäffer nel 1765 e Matthias Koops nel 1800, la produzione, su larga scala, di carta dal legno iniziò soltanto negli anni 1840 con sviluppi nella produzione di pasta meccanica realizzati da Friedrich Gottlob Keller in Germania e da Charles Fenerty in Nuova Scozia. Rapidamente vennero realizzati alcuni nuovi processi chimici, prima con l'uso di acido solforoso, da parte di J. Roth, per trattare il legno, poi con il brevetto statunitense di Benjamin Tilghman sull'uso del bisolfito di calcio, Ca (HSO3)2, per la pasta di legno nel 1867. Quasi un decennio dopo, in Svezia, fu costruita la prima fabbrica industriale di pasta al solfito. Utilizzava il magnesio come contro-ione ed era basata sul lavoro di Carl Daniel Ekman. Nel 1900, la polpa al solfito era diventata il materiale principale per la produzione di pasta di legno, superando i metodi di produzione di pasta meccanica. Il processo di spappolamento chimico concorrente, quello al solfato, o processo Kraft, fu sviluppato da Carl F. Dahl nel 1879. La prima fabbrica di polpa secondo il metodo Kraft venne aperta, in Svezia, nel 1890. L'invenzione della caldaia di recupero, da parte di G.H. Tomlinson, all'inizio degli anni trenta del XX secolo, permise alle cartiere di riciclare quasi tutti i loro prodotti chimici per la produzione di pasta. Questo, insieme alla capacità del processo Kraft di accettare una più ampia varietà di tipi di legno e di produrre fibre più resistenti, rese dominante questo processo di spappolamento, a partire dagli anni quaranta.
La produzione globale di pasta di legno nel 2006 è stata di 175 milioni di tonnellate. Nell'anno precedente, erano state vendute 63 milioni di tonnellate di pasta di legno (non trasformate in carta nello stesso impianto) e il Canada era stato la fonte principale di produzione con il 21% del totale, seguito dagli Stati Uniti d'America con il 16%. Le fonti di fibra di legno necessarie per la produzione di pasta erano "45% da residui di segheria, 21% da tronchi e trucioli e 34% da carta riciclata" (dati del Canada, 2014). La pasta chimica costituiva il 93% della pasta di mercato.

## Pasta di legno

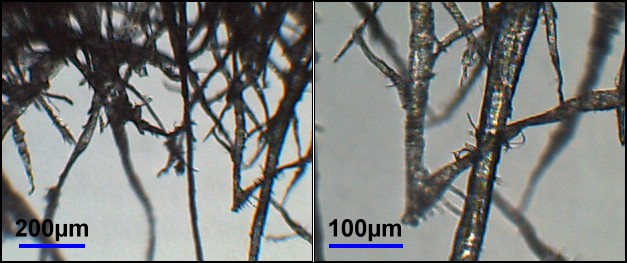
Fibre in pasta di legno

Le risorse di legname utilizzate per produrre pasta di legno sono indicate come legno da pasta. Mentre in teoria qualsiasi albero può essere utilizzato per la produzione di pasta, le conifere sono le piante preferite perché le fibre di cellulosa nella polpa di queste specie botaniche sono più lunghe e quindi rendono la carta più resistente. Alcuni degli alberi di conifere più comunemente usati per la fabbricazione della carta comprendono abete rosso, pino, abete, larice e tsuga e legni duri come eucalipto, pioppo e betulla. C'è anche un crescente interesse per le specie arboree geneticamente modificate (come l'eucalipto GM e il pioppo GM) per via di numerosi vantaggi importanti che possono fornire, come una maggiore facilità di abbattere la lignina e un aumento del tasso di crescita.
Una cartiera è un impianto di produzione che converte i trucioli di legno o altra fonte di fibre vegetali in un pannello di fibra di un certo spessore che può essere spedito a una cartiera per una successiva lavorazione. La polpa può essere prodotta utilizzando metodi meccanici, semi-chimici o completamente chimici (processi Kraft e ai solfiti). Il prodotto finito può poi essere sbiancato o non, a seconda delle esigenze del cliente e del tipo di carta che deve essere prodotta.
Il legno e altri materiali vegetali utilizzati per produrre la polpa contengono tre componenti principali (oltre all'acqua): fibre di cellulosa (necessarie per la fabbricazione della carta), lignina (un polimero tridimensionale che lega insieme le fibre di cellulosa) ed emicellulosa (polimeri di carboidrati ramificati a catena più corta). Lo scopo della spappolatura è quello di scomporre la struttura di massa della fonte di fibra, che si tratti di trucioli, steli o altre parti di piante, nelle fibre costituenti.
La polpa chimica si ottiene degradando la lignina e l'emicellulosa in piccole molecole idrosolubili che possono essere eliminate dalle fibre di cellulosa senza creare la depolimerizzazione delle stesse (depolimerizzare chimicamente la cellulosa indebolisce le fibre). I vari metodi di spappolamento meccanico, come la pasta di legno macinato (GW) e raffinata meccanicamente (RMP), strappano fisicamente le fibre di cellulosa l'una dall'altra e gran parte della lignina rimane aderente alle stesse. La resistenza è ridotta perché le fibre possono essere tagliate durante il trattamento. Esistono numerosi metodi di spappolamento ibridi correlati che utilizzano una combinazione di trattamento chimico e termico per avviare un processo chimico abbreviato, seguito immediatamente da un trattamento meccanico per separare le fibre. Questi metodi ibridi comprendono la polpa termomeccanica, nota anche come TMP, e la pasta chimico-meccanica, nota anche come CTMP. I trattamenti chimici e termici riducono la quantità di energia successivamente richiesta per il trattamento meccanico, e la perdita di forza subita dalle fibre.
| Categoria della polpa | Produzione [M ton ] |
| Chimico               | 131,2               |
| Kraft                 | 117,0               |
| Solfito               | 7,0                 |
| Semichimico           | 7,2                 |
| Meccanico             | 37,8                |
| Non legno             | 18,0                |
| Fibre vergini totali  | 187,0               |
| Fibre recuperate      | 147,0               |
| Polpa totale          | 334,0               |

### Alberi da raccolta
La maggior parte delle cartiere utilizzano delle buone pratiche di gestione forestale nella raccolta degli alberi per garantire che possano essere una fonte sostenibile di materie prime nel tempo. Una delle principali lagnanze sulla raccolta del legno per le cartiere è che riduce la biodiversità della foresta. Le piantagioni di cellulosa rappresentano il 16% della produzione mondiale, le foreste di vecchia crescita il 9% e quelle di seconda, terza o più generazioni il resto. Il rimboschimento è praticato nella maggior parte delle aree, quindi gli alberi sono una risorsa rinnovabile. Il FSC (Forest Stewardship Council), lo SFI (Sustainable Forestry Initiative), il PEFC (Program for the Endorsement of Forest Certification) e altri organismi certificano la carta prodotta da alberi raccolti secondo le linee guida intese a garantire buone pratiche forestali.
Il numero di alberi consumati dipende dall'utilizzo di processi meccanici o chimici. È stato stimato che sulla base di una miscela di conifere e latifoglie alte 12 metri e con un tronco con un diametro di 15-20 centimetri, occorrerebbero in media 24 alberi per produrre 0,9 tonnellate di carta da stampa o da scrittura, utilizzando il processo Kraft (pasta chimica). La spappolatura meccanica ha circa il doppio dell'efficienza poiché quasi tutto il legno viene utilizzato per produrre fibre, quindi occorrono circa 12 alberi per produrre 0.9 tonnellate di pasta meccanica o carta da giornale.

### Preparazione per la spappolatura
L'industria della cippatura del legno serve per la produzione della polpa, ma anche per altri prodotti in legno lavorato e pacciame. Solo il durame e l'alburno sono utili per la produzione della polpa. La corteccia contiene relativamente poche fibre utili e viene rimossa e utilizzata come combustibile per fornire vapore da utilizzare nella cartiera. La maggior parte dei processi di spappolamento richiedono che il legno venga tagliato e setacciato per fornire trucioli di dimensioni uniformi.

### Spappolamento
Esistono diversi procedimenti utilizzabili per separare la fibra di legno.

#### Pasta meccanica
Le macine prodotte con carburo di silicio o ossido di alluminio possono essere utilizzate per spappolare piccoli tronchi di legno chiamati "bulloni" per produrre la così detta pasta di pietra (SGW). Se il legno viene cotto a vapore prima della spappolatura, la pasta viene denominata pasta di legno macinata a pressione (PGW). La maggior parte dei mulini moderni utilizzano trucioli piuttosto che tronchi e dischi di metallo increspati, chiamati piastre raffinatrici, invece di macine. Se i trucioli vengono semplicemente macinati con le piastre, la polpa viene chiamata pasta meccanica raffinata (RMP) e se vengono cotti a vapore mentre vengono raffinati la polpa viene chiamata pasta termomeccanica (TMP). Il trattamento a vapore riduce notevolmente l'energia necessaria per produrre la polpa e diminuisce il danno (taglio) alle fibre. Le paste meccaniche vengono utilizzate per prodotti che richiedono meno forza, come carta da giornale e cartoncini.

#### Pasta termomeccanica

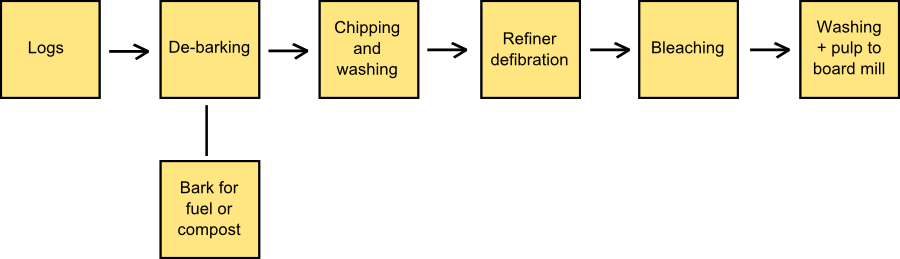
Processo di spappolamento meccanico

La pasta termomeccanica è la pasta prodotta dalla lavorazione del cippato utilizzando il calore (quindi " termo-") e un movimento di raffinazione meccanico (quindi "-meccanico"). È un processo in due fasi in cui i tronchi vengono prima privati della corteccia e trasformati in piccoli trucioli. Questi hanno un contenuto di umidità di circa il 25-30%. Ai trucioli di legno viene applicata una forza meccanica in un'operazione di frantumazione o molatura che genera calore e vapore acqueo e ammorbidisce la lignina separando così le fibre. La polpa viene quindi setacciata e pulita ed eventuali grumi di fibra vengono scartati per essere riutilizzati in un'altra lavorazione. Questo processo fornisce un'elevata resa di fibra (circa il 95%) e poiché la lignina non è stata rimossa, le fibre sono dure e rigide.

#### Pasta chimico-termomeccanica
I trucioli di legno possono essere pretrattati con carbonato di sodio, idrossido di sodio, solfato di sodio e altri prodotti chimici prima della raffinazione con attrezzature simili a un mulino meccanico. Le condizioni del trattamento chimico sono molto meno vigorose (temperatura più bassa, tempo più breve, pH meno estremo) rispetto a un processo di spappolamento chimico poiché l'obiettivo è rendere le fibre più facili da raffinare, non rimuovere la lignina come in un processo completamente chimico. Le polpe prodotte utilizzando questi processi ibridi sono note come polpe chemi-termomeccaniche (CTMP).

#### Pasta chimica

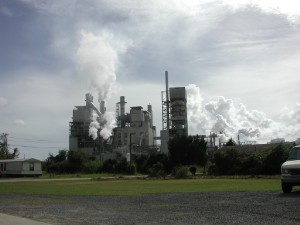
International Paper Company, una cartiera che produce pasta di cellulosa da utilizzare in prodotti assorbenti con il processo Kraft

La polpa chimica viene prodotta combinando trucioli di legno e sostanze chimiche in grandi recipienti chiamati "digestori". Lì, il calore e le sostanze chimiche scompongono la lignina, che lega insieme le fibre di cellulosa, senza degradarle seriamente. La pasta chimica viene utilizzata per materiali che devono essere più resistenti o combinata con paste meccaniche per dare a un prodotto delle caratteristiche diverse. Il processo Kraft è il metodo di spappolamento chimico dominante, seguito dal processo al solfito. Storicamente, la polpa di soda è stata il primo metodo di spappolamento chimico ad aver avuto successo.

#### Polpa riciclata
La polpa riciclata è anche chiamata "pasta deinked" (DIP). La DIP è una carta riciclata che è stata elaborata con sostanze chimiche, rimuovendo così inchiostri da stampa e altri elementi indesiderati e liberando le fibre contenute nella carta. Il processo si chiama "deinking".
La DIP è utilizzata come materia prima nella fabbricazione della carta. Molti tipi di carta igienica, da giornale e veline per il viso contengono comunemente il 100% di polpa disinchiostrata, e in molti altri prodotti, come carta patinata leggera per offset e carta da stampa e scrittura per ufficio e casa, la DIP costituisce una parte sostanziale della materia prima impiegata.

#### Spappolamento organosolv
La polpa "organosolv" utilizza solventi organici a temperature superiori a 140 °C per scomporre la lignina e l'emicellulosa in frammenti solubili. Il liquido di polpa viene facilmente recuperato per distillazione. Il motivo di utilizzare un solvente è rendere la lignina più solubile nel liquido di cottura. I solventi più comunemente usati sono metanolo, etanolo, acido formico e acido acetico spesso in combinazione con l'acqua.

#### Metodi alternativi di spappolamento
Sono in corso ricerche per sviluppare il "biopulping" (spappolamento biologico), simile alla polpa chimica ma utilizzando alcune specie di funghi che sono in grado di abbattere la lignina indesiderata, ma non le fibre di cellulosa. Nel processo di biopulping, l'enzima fungino lignina perossidasi digerisce selettivamente la lignina per lasciare intatte le fibre di cellulosa rimanenti. Ciò potrebbe avere importanti vantaggi ambientali nel ridurre l'inquinamento associato alla pasta chimica. La polpa viene sbiancata utilizzando un trattamento con biossido di cloro seguito da una neutralizzazione con ipoclorito di calcio. L'agente ossidante in entrambi i casi ossida e distrugge i coloranti formati dai tannini del legno e accentuati (rinforzati) dai solfuri in esso presenti.
La fibra esplosa a vapore è un processo di estrazione e spappolamento che è stato applicato al legno e ad altri materiali organici fibrosi.

### Sbiancamento
La polpa prodotta fino a questo punto del processo può essere successivamente sbiancata per produrre un prodotto di carta bianca. Le sostanze chimiche utilizzate per sbiancare la polpa sono una fonte di preoccupazione ambientale e recentemente l'industria della cellulosa sta utilizzando alternative al cloro, come il biossido di cloro, l'ossigeno, l'ozono e il perossido di idrogeno.

## Alternative alla pasta di legno
La polpa prodotta da fonti vegetali non legnose o da tessuti riciclati viene oggi prodotta principalmente come prodotto speciale per la stampa fine e per scopi artistici. Le moderne carte artistiche, fatte a macchina e a mano, realizzate con cotone, lino, canapa, abaca, kozo e altre fibre, sono spesso apprezzate per le loro fibre più lunghe e resistenti e per il loro contenuto inferiore di lignina. Questa sostanza, presente praticamente in tutti i materiali vegetali, contribuisce all'acidificazione e all'eventuale degradazione dei prodotti cartacei, spesso caratterizzati dall'imbrunimento e dall'infragilimento della carta ad alto contenuto di lignina, come la carta da giornale. Il cotone al 100% o una combinazione di cotone e pasta di lino è ampiamente utilizzato per produrre documenti destinati a un uso duraturo, come certificati, valuta e passaporti.
Oggi, alcuni gruppi mediatici sostengono l'uso di fibre coltivate in campo o residui agricoli, invece della fibra di legno, come mezzo di produzione più sostenibile.
Nel Nord America c'è abbastanza paglia per soddisfare gran parte delle esigenze di libri, riviste, cataloghi e carta da copia e la carta a base agricola non proviene da coltivazioni di alberi. Alcune polpe di residui agricoli richiedono meno tempo per cuocere rispetto alle polpe di legno. Ciò significa che la carta di origine agricola utilizza meno energia, meno acqua e meno prodotti chimici. La polpa di grano e paglia di lino ha la metà dell'impronta ecologica della polpa prodotta dalle foreste.
La carta di canapa è una possibile alternativa, ma l'infrastruttura di lavorazione, i costi di stoccaggio e la bassa percentuale di usabilità dell'impianto fanno sì che non sia molto conveniente.
Tuttavia, il legno è anche una risorsa rinnovabile, con circa il 90% della polpa impiegata proveniente da piantagioni o aree di rimboschimento. Le fonti di fibre diverse dal legno rappresentano circa il 5-10% della produzione globale di pasta di legno, per una serie di motivi, tra cui la disponibilità stagionale, i problemi con il recupero chimico, la lucentezza della pasta, ecc. In Cina, a partire dal 2009, una percentuale maggiore di lavorazione della pasta non prodotta dal legno ha aumentato l'uso di acqua ed energia.
I tessuti non tessuti sono in alcune applicazioni alternativi alla carta prodotta con pasta di legno, come la carta da filtro, le bustine per il tè e per le tisane.
| Componente   | Legno  | Non legno |
| ------------ | ------ | --------- |
| Carboidrati  | 65-80% | 50–80%    |
| Cellulosa    | 40-45% | 30-45%    |
| Emicellulosa | 23–35% | 20–35%    |
| Lignina      | 20-30% | 10-25%    |
| Estratti     | 2-5%   | 5-15%     |
| Proteine     | <0,5%  | 5-10%     |
| Inorganici   | 0,1–1% | 0,5-10%   |
| SiO2         | <0,1%  | 0,5–7%    |

## Polpa di mercato
La polpa di mercato è una varietà di polpa prodotta in un luogo, essiccata e spedita altrove per un'ulteriore lavorazione. Importanti parametri di qualità per la polpa, non direttamente correlati alle fibre, sono la brillantezza, i livelli di sporco, la viscosità e il contenuto di ceneri. Nel 2004 rappresentava circa 55 milioni di tonnellate.
La polpa essiccata all'aria è la forma più comune di commercializzazione. Questa è una pasta essiccata fino a circa il 10% di contenuto di umidità. Normalmente viene consegnata in balle telate da 250 kg. Il motivo per lasciare il 10% di umidità nella polpa è che questo riduce al minimo il legame tra fibra e fibra e rende più facile disperdere la polpa in acqua per un'ulteriore trasformazione in carta.
La polpa in rotolo o in bobina è la forma più comune di semilavorato presente nei mercati della polpa non tradizionali. La polpa "fluff" viene normalmente spedita in rotoli (bobine). Questa viene essiccata fino al 5–6% di umidità. Presso il cliente viene poi sottoposta ad un processo di triturazione per prepararla ad un'ulteriore elaborazione.
Alcune polpe vengono essiccate rapidamente. Questo viene fatto spremendo la polpa fino a lasciare circa il 50% di umidità e poi lasciandola cadere all'interno di silos alti 15–17 m. L'aria calda, alimentata da gas, è la normale fonte di calore. La temperatura è ben al di sopra del punto di carbonizzazione della cellulosa, ma una grande quantità di umidità nella parete cellulare della fibra e nel lume impedisce che vengano incenerite. Spesso non viene essiccata fino al 10% di umidità (asciugatura all'aria) e le balle non sono così densamente imballate come la polpa essiccata all'aria.

## Preoccupazioni ambientali
I principali problemi ambientali della produzione di pasta di legno derivano dal suo impatto sulle fonti forestali e dai suoi prodotti di scarto.

### Risorse forestali
L'impatto del disboscamento per fornire la materia prima è un argomento di intenso dibattito internazionale. Le moderne pratiche di disboscamento, che utilizzano la gestione forestale, cercano di fornire una fonte affidabile e rinnovabile di materie prime per le cartiere. La pratica del taglio raso è una questione particolarmente delicata poiché è un effetto molto visibile. Anche il rimboschimento, la messa a dimora di piantine di alberi su aree disboscate, è stato criticato per la diminuzione della biodiversità perché le aree rimboschite sono monocolture. Il disboscamento della foresta vergine rappresenta meno del 10% della pasta di legno, ma è una delle questioni più controverse.

### Effluenti da cartiere
Gli effluenti di lavorazione vengono trattati in un impianto di trattamento biologico che garantisce la loro non tossicità.
La pasta meccanica non è una delle principali cause di preoccupazione ambientale poiché la maggior parte del materiale organico viene trattenuto nella polpa e le sostanze chimiche utilizzate (perossido di idrogeno e ditionito di sodio) producono sottoprodotti non inquinanti (acqua e solfato di sodio, rispettivamente).
Le cartiere chimiche, in particolare quelle che utilizzano il metodo Kraft, sono energeticamente autosufficienti e a ciclo quasi chiuso rispetto ai prodotti chimici inorganici.
Lo sbiancamento con il cloro produce grandi quantità di composti organoclorurati, comprese le dibenzo-p-diossine policlorurate e i dibenzofurani policlorurati (PCDD/Fs). Molti stabilimenti hanno adottato alternative agli agenti sbiancanti clorurati riducendo così le emissioni di inquinamento organico a base di cloro.

### Problemi di odore
La reazione di spappolamento Kraft, in particolare, emette composti maleodoranti. Il reagente di acido solfidrico, che degrada la struttura della lignina, provoca anche una certa demetilazione per produrre metantiolo, dimetil solfuro e dimetil disolfuro. Questi stessi composti vengono emessi durante molte forme di decadimento microbico, inclusa l'azione microbica interna nel formaggio Camembert, sebbene il processo Kraft sia chimico e non implichi alcuna degradazione microbica. Questi composti hanno soglie di odore estremamente basse e odori sgradevoli.

## Applicazioni
Le principali applicazioni della pasta di legno sono la produzione di carta e cartoncino. La fornitura di pasta utilizzata dipende dalla qualità della carta finita. Parametri di qualità importanti sono la resa del legno, la brillantezza, la viscosità, gli estrattivi, la quantità di sporco e la resistenza.
Le polpe chimiche vengono utilizzate per produrre nanocellulosa.
Le paste speciali hanno molte altre applicazioni. La polpa di dissoluzione viene utilizzata nella produzione di rayon che viene utilizzato per la produzione di tessuti e cellophane. Viene anche utilizzata per produrre derivati della cellulosa. La polpa lanuginosa viene utilizzata nei pannolini, nei prodotti per l'igiene femminile e nei tessuti non tessuti.

### Produzione di carta
La macchina Fourdrinier è la base per la fabbricazione della carta più moderna ed è stata utilizzata in alcune varianti sin dal suo concepimento. Compie tutti i passaggi necessari per trasformare la polpa in un prodotto di carta finito.

## Economia
Nel 2009, la pasta di cellulosa NBSK è stata venduta a $ 650/tonnellata negli Stati Uniti d'America. Il prezzo era sceso a causa del calo della domanda quando i giornali hanno ridotto le loro dimensioni, in parte a causa della recessione.